# Martonvásár
Martonvásár é uma cidade da Hungria, situada no condado de Fejér. Tem 31,25 km² de área e sua população em 2019 foi estimada em 5.672 habitantes.